# Coelocraera endroedyi
Coelocraera endroedyi är en skalbaggsart som beskrevs av Dégallier 1983. Coelocraera endroedyi ingår i släktet Coelocraera och familjen stumpbaggar. Inga underarter finns listade i Catalogue of Life.